# San Diego de Alcalá (Museo Arqueológico Provincial de Orense)
San Diego de Alcalá es una obra anónima realizada entre 1589 y 1598. Está ubicada en la sala de exposiciones de San Francisco de Orense (Galicia, España).

## Historia

### Origen
Pese a la ausencia de una descripción de la iglesia del Convento de San Francisco (lugar de donde procede la imagen) antes de ser trasladada a su actual emplazamiento en 1928, se conoce que existieron en el templo las siguientes capillas: Villajuán, Alonso de Castro (Nuestra Señora o San Ildefonso), San Juan Bautista, Buen Jesús o Niño Jesús y San Amaro, San Benito, Nuestra Señora de la Anunciación, San Francisco Blanco, San Juan Evangelista, Nuestra Señora de la Misericordia o la Nueva, San Diego, Nuestra Señora de la Consolación (Socorro) o La Vestida, Santa Ana, capilla mayor, Nuestra Señora de la Encarnación o Concepción, San Bernardino, San Buenaventura, San Benito de Palermo y Santa Clara, San Luis y San José o de las reliquias, Ecce Homo, Veracruz, Nuestra Señora de la Anunciación o la Preñada, San Blas, San Jacinto, Santiago y Tres Reyes Magos.: 225  La capilla dedicada a San Diego se encontraba en el lado izquierdo del extremo derecho del transepto, justo frente a la capilla absidal de la epístola; este altar, hoy desaparecido, albergaba la imagen de San Diego de Alcalá y casi con toda seguridad fue en origen uno de los múltiples arcos medievales destinados a sepulturas que tan prolíficos son en el templo y que en algún momento pudo haber sido una capilla con una advocación desconocida. En cuanto a la talla, esta fue encargada con motivo de la beatificación de San Diego en 1589 con el fin de difundir su culto entre los feligreses, por lo que desde entonces la capilla pasaría a ser conocida bajo esta advocación.: 239  Aunque el contrato para la hechura de la imagen no ha llegado a nuestros días, a causa de lo cual no se conocen ni su autoría ni tampoco su fecha de ejecución, sí se sabe que la misma debió elaborarse como muy tarde en 1598 gracias a la existencia del contrato para la policromía de la imagen de San Roque realizada por Francisco de Moure ese mismo año:

En la ciudad de Orense [...] parecieron presentes Pedro Rodríguez de Tarrio, vecino de dicha ciudad, mayordomo de la Cofradía del Señor San Roque que nuevamente se instituye en ella, de una parte y Manuel Dabelar pintor, vecino asimismo de la dicha ciudad y se concertaron [...] en que el dicho Manuel Dabelar tomó a su cargo y se obligó pintar la figura de bulto del Señor San Roque que hizo Francisco de Moure escultor para la dicha Cofradía, la cual ha de pintar toda ella por delante y detrás estofado sobre oro por la traza y manera, con la orden y tan costosa como está la figura del Señor San Diego del Monasterio de San Francisco desta ciudad, y de tan finas y buenas colores como las figuras del retablo de la Capilla del Cardenal Fevos Rodríguez y a vista y contento de Gregorio Pérez de Aguiar aguacil desta ciudad y la dará pintado y acabado en todo el mes de noviembre deste presente año y asimismo ha de pintar la repisa en que ha de asentarse la dicha figura y esta será lisa. Y por todo ello el dicho Pedro Rodríguez de Tarrio le ha de dar y pagar doce ducados de a once reales por ducado [...] y para lo cumplir dió juntamente consigo por su fiador al dicho Francisco de Moure, el cual que presente estaba le dijo salía y salió por su fiador [...] testigos Pedro de Lemos, escribano y Fernando de Malburgo [...].: 85–86 

La capilla sería mencionada con el paso de los años en diferentes escritos relativos a los enterramientos efectuados en las proximidades; la misma siguió siendo propiedad del convento franciscano ya que pese a las varias sepulturas ubicadas junto a ella nunca llegó a ostentar ningún patronato particular, detalle que no impidió la fundación de diversas misas en honor a San Diego, como la del escribano de Orense Francisco García, quien en virtud de escritura pública otorgada el 29 de abril de 1598 dotó una misa semanal a perpetuidad en la capilla: «[…] e dixo que tenia obligaçion y hecho boto de cada semana para siempre deçir una misa en el monesterio de San Françisco desta çiudad a onra y deboçion del glorioso santo frai Diego y en su altar y para que se diga perpetuamente». Por su parte, en 1606 un hombre llamado Juan Martín, esposo de María Alonso, ordenó ser enterrado «en la yglesia y monasterio de S. Françisco desta çiudad delante el altar del Sr. Diego en la sepultura donde esta sepultado Françisco Alonso mi cuñado», mientras que el 7 de junio de 1627 Catalina Rodríguez, viuda del cerrajero Juan de Bietes, dispuso ser sepultada delante de la capilla, en una tumba donde según ella ya se hallaba enterrado su esposo. En 1633 Catalina Ares de Montenegro, soltera, «manda sepultarse delante del altar capilla de Nuestra Señora, junto al altar de San Diego», circunstancia que se repetiría en 1669 con el labrador Juan Bietes, posible vástago del homónimo anterior.: 239–240 
Finalmente, Roque de Cárdenas, hijo del escribano Gregorio López de Cárdenas y su esposa Catalina García de Freiría, mandó en virtud de su testamento, firmado el 3 de octubre de 1679, ser enterrado en el convento, «en una de las sepulturas que son mias y an quedado de mis padres junto al altar de S. Diego que están dentro de las rejas de dicho convento a mano derecha». Debido a que no tuvo hijos con su esposa María García, Cárdenas nombró heredero universal a su hermano Juan de Cárdenas además de realizar una importante fundación de misas en honor a San Diego, para lo cual procedió a hipotecar una viña que poseía en la Fuente del Monte y que rentaba 12 ducados anuales: «Yten digo se me diga una misa reçada perpetuamente todos los sabados de cada semana en el convento de mi Pe. S. Francisco en el altar del Sr. S. Diego donde me mando enterrar y 1 cantada con sus bigilias en el mismo convento cada un año para siempre jamas en el dia de la Asumpcçion de Nra. Sra. en el mismo altar». Puesto que no se conservan referencias posteriores al siglo xviii, se desconoce si la capilla siguió bajo la misma advocación hasta que se produjo la desamortización del cenobio en 1835.: 240     

### Atribución
En un principio la talla fue atribuida a Moure aunque se consideraba que la misma podía ser obra de Juan de Angés el Mozo o su círculo, hipótesis avalada por el documento de la policromía de la imagen de San Roque puesto que en él se hace mención a «las figuras del retablo de la Capilla del Cardenal Fevos Rodríguez» (Capilla de la Virgen de las Nieves), realizadas por Angés en 1592; el que junto a estas piezas se mencione la talla de San Diego de Alcalá hace suponer que esta es también obra del imaginero leonés. Sumado a ello, tanto el retablo como la imagen coinciden cronológicamente con el periodo de mayor actividad del maestro en la provincia de Orense, lugar en el que se asentó en 1587 junto a Diego de Solís para llevar a cabo la elaboración del coro de la catedral, detalle significativo ya que el hecho de que el cabildo recurriese a Angés para realizar una obra tan importante implica que el escultor gozaba para ese entonces de reconocimiento, además de poseer un estilo maduro producto de una amplia experiencia profesional mayormente desarrollada en Castilla y León.

### Desamortización
Tras la desamortización del Convento de San Francisco en 1835, la iglesia quedó sin culto aunque todavía en posesión del obispado por deseo de la reina regente María Cristina. Por su parte, el ayuntamiento de la ciudad, propietario del cenobio, cedió las instalaciones el 25 de abril de 1843 al Ejército, que ese mismo año las convirtió en cuartel de infantería (tras lo cual el edificio pasó a denominarse Cuartel de San Francisco), trasladándose en 1844 desde La Coruña un batallón al mando del teniente coronel Ángel Martín Mouriño. En 1883 se procedió a la redacción de un proyecto firmado por el coronel, comandante y capitán Gerardo Dorado y Gómez destinado a restaurar el cuartel, procediéndose a elaborar hacia 1905 un memorándum firmado por el comandante Bonifacio Menéndez Conde en el cual se detallan las obras necesarias para la reparación de las instalaciones, efectuadas con el fin de poder albergar un batallón de infantería que se instaló en el cuartel ese mismo año. Por su parte, la Venerable Orden Tercera, sita en la calle Ervedelo, se ocupó de la Iglesia de San Francisco desde 1867 hasta 1920, tras lo cual quedó abandonada durante casi una década, siendo trasladada en 1928 a su ubicación actual, si bien para entonces gran parte de sus bienes habían sido desperdigados por diversas zonas de la capital, siendo la talla de San Diego de Alcalá donada en 1957 por José González Paz al Museo Arqueológico Provincial, donde figura con el número de inventario 3631.

### Restauración

#### Conservación
La imagen fue sometida en 2005 a un proceso de restauración por parte de Llarina González Solar. La talla apenas había sufrido el ataque de xilógafos, presentes en zonas con pérdida de policromía, en la base y en un corte ubicado en la parte posterior. La imagen mostraba en la sección inferior restos de hollín producto del humo de las velas los cuales oscurecían los colores aunque dejaban ver la superposición de capas, consistentes en una preparación beige, bol rojo para la aplicación del dorado, pan de oro, óleo y barniz oscuro, de tal grosor que enmascaraba la verdadera tonalidad del cromatismo así como el estofado en óleo y el pan de oro. La base se hallaba dividida en dos partes precariamente unidas con clavos oxidados los cuales estaban perjudicando seriamente la madera, siendo la débil unión de estas dos piezas la causa probable de las pérdidas presentes en los salientes de la cara frontal, como la nariz y las flores.

#### Intervención
La primera fase de la intervención consistió en una limpieza de la superficie mediante el empleo de una brocha de cerdas suaves, labor que permitió sacar a la luz los volúmenes ocultos por el polvo tanto en las flores como en las manos. Durante la limpieza se eliminaron a su vez los cúmulos de cera ocasionados por la cercanía de las velas con una espátula de calor y papel absorbente. Pese la ausencia de xilófagos, se aplicó un desinfectante por medio de inyecciones en grietas y orificios, tras lo cual se dejó que los vapores actuasen cubriendo la talla con una bolsa. Concluida esta fase de la intervención se procedió a la fijación puntual de la capa pictórica, la cual adolecía de la debida adherencia a causa de la existencia de cazoletas y abolsamientos además de lagunas cromáticas, coincidiendo en su mayoría estas zonas con áreas oscurecidas por el hollín, de lo que se dedujo que el calor de los cirios fue el causante de tales alteraciones. Tras efectuarse diversas catas con productos naturales (entre ellos cola de conejo) y sintéticos, se optó por emplear una emulsión acuosa de tipo acrílico combinada con pequeños pesos. Cuando el estado de la obra ya era estable y no había riesgo de más pérdidas cromáticas se dio inicio a una limpieza más exhaustiva en la que se procedió a eliminar la suciedad grasa, aún más adherida que la ya retirada.
El aligeramiento del barniz fue la labor más destacable; dicho barniz no era el original pese a su avanzado estado de oxidación ya que bajo esta capa aparecieron diminutas reintegraciones que en algunas áreas fueron respetadas al no desvirtuar la visión de la pieza y no superponerse a la policromía original. Para poder acometer el aligeramiento se llevó a cabo un test de disolventes en el que se buscó respetar tanto la pátina como la policromía, optándose finalmente por realizar una limpieza química con una mezcla de dimetilformamida y aguarrás mineral en baja proporción, productos que se acompañaron de una limpieza física o mecánica con hisopos y bisturí. Esta tarea sacó a la luz no solo unas carnaciones mucho más claras, con rubor en las mejillas y sombra del barbeado, rasgo típico en la imaginería de entonces, sino que intensificó los estofados de la casulla y, en general, toda la policromía.
La última fase de la intervención comenzó con la reintegración formal en dos etapas: la primera consistió en el sellado de pequeñas grietas con resina epoxídica, mientras que la segunda, más compleja, se tradujo en el tratamiento de la base, muy deteriorada. Esta área precisó de la total retirada de los clavos que la mantenían unida, siendo reemplazados por espigos de madera adaptados a los orificios dejados por ellos, descubriéndose durante el proceso restos de un pequeño ataque de xilófagos, motivo por el que se consolidó la zona. Las grietas fueron selladas del mismo modo que las anteriores y se añadió una nueva plataforma de madera para que el conjunto se mantuviese estable y de pie, si bien la misma acabaría siendo retirada; para llevar a cabo esta labor se calzó la talla en un molde de resina epoxídica y después se unieron ambas piezas con un espigo de madera reforzado en el interior con un tornillo de acero, sistema perfectamente desmontable con el fin de facilitar nuevas restauraciones. Una vez aplicado y nivelado el estuco en aquellas zonas con lagunas cromáticas, se realizó una reintegración de la policromía mediante acuarela aplicada haciendo uso de la técnica del rigattino, tras lo cual se aplicó barniz satinado en espray formando una capa homogénea y estable suficiente para proteger la capa pictórica sin alterar los colores.

## Descripción
La talla, de bulto redondo y con unas medidas de 83 × 30 × 26 cm, se yergue en un ligero contrapposto marcado por la disposición diagonal de ambos brazos y, sobre todo, por el adelantamiento de la pierna derecha, a la que se ciñe el hábito, todo ello en consonancia con el estilo manierista de finales del siglo xvi. La cabeza, erguida en actitud de contemplación, se halla unida al tronco por un cuello largo y grueso, siendo el rostro ancho y de prominente mandíbula, mientras que el cabello es abundante y de dispone en voluminosos y simétricos rizos, con el característico mechón sobre la frente al tiempo que se dejan al descubierto las orejas, detalle abundante en la imaginería de la época. Uno de los aspectos más destacados de la pieza es la policromía, realizada con un fino estofado aplicado mediante la técnica del rayado paralelo en oro dibujando ornamentos vegetales, lo cual proporciona una llamativa luminosidad a los ropajes, enriquecidos a mayores con coloridos ribetes decorados con grutescos y escenas de putti portando palmas. Las flores que sostiene entre las manos constituyen un elemento de carácter iconográfico que lo hace fácilmente identificable; el mismo alude al milagro de las rosas, atributo presente en otros santos, como San Juan Diego, San Nicolás de Tolentino, San Luis de Tolosa, Santa Isabel de Hungría, Santa Isabel de Portugal, Santa Casilda de Toledo, Santa Eulalia de Barcelona, Santa Augusta de Serravalle, Santa Rosalina de Villeneuve, Santa Germana Cousin, Santa Verena de Zurchard, Santa Rosa de Viterbo y Santa Zita de Lucca.

## Legado
San Diego de Alcalá destaca por tratarse de una de las primeras representaciones del santo en España, siendo las más tempranas la del Convento de San Francisco de Cádiz, fechada probablemente en 1589, y la del desaparecido Convento de San Francisco de Ayamonte, datada en 1590 y facturada por Juan Martínez Montañés. Así mismo, la talla se erige como una obra de gran valor histórico al ser uno de los pocos bienes del convento franciscano que lograron sobrevivir a la desamortización, hallándose entre estas piezas una imagen de la Inmaculada facturada por Juan de Juni, conservada en el Museo Arqueológico Provincial; una talla de San Buenaventura, obra de Juan de Acosta ubicada en el Museo Catedralicio; parte del retablo del Santo Cristo de la Esperanza, custodiado en la Iglesia de Santa Eufemia; y dos imágenes de Moure: San Cipriano y la Virgen de la Concepción, conservadas ambas en el Museo Catedralicio, si bien existen dudas sobre la autoría y procedencia de la talla mariana. Sumado a lo anterior, la talla es una de las obras que ostenta el honor de formar parte de la muestra temporal exhibida en la sala de exposiciones de San Francisco, titulada Escolma de Escultura y celebrada desde mayo de 2006 con motivo del cierre del Museo Arqueológico Provincial en 2002 para su reforma, lo que convierte a esta pieza en uno de los pocos bienes de la entidad expuestos al público.